# 25373 Gorsch
A 25373 Gorsch (ideiglenes jelöléssel 1999 TC166) a Naprendszer kisbolygóövében található aszteroida. A LINEAR projekt keretében fedezték fel 1999. október 10-én.